# Lumut (Linge)
Lumut is een bestuurslaag in het regentschap Aceh Tengah van de provincie Atjeh, Indonesië. Lumut telt 716 inwoners (volkstelling 2010).